# Bruno Heller (Mediziner)
Bruno Heller (* 29. September 1894 in Bad Dürkheim, Königreich Bayern; † Anfang 1945) war ein deutscher Gynäkologe; als Jude wurde er NS-Opfer.

## Leben
Seit 1927 praktizierte er als Gynäkologe im Berliner Arbeiterbezirk Neukölln. Unter anderem führte er auch illegale Abtreibungen durch.
Durch seine nichtjüdische Ehefrau Irmgard Strecker (1895–1943), mit der er seit 1928 verheiratet war, zunächst selbst vor einer Deportation geschützt, versuchte er gemeinsam mit ihr möglichst viele Juden in Berlin beim Untertauchen zu helfen. Dazu setzte er auf die Hilfe seiner ehemaligen nichtjüdischen Patientinnen, bei denen er illegale Abtreibungen durchgeführt hatte. Unter denen von ihm geholfenen Frauen befand sich auch die spätere Altphilologin und Philosophiehistorikerin Marie Simon. Sie bescheinigte ihm eine große Leichtfertigkeit und äußerte früh die Befürchtung, dass sein großes Engagement in einer Katastrophe enden werde. Es befanden sich teilweise bis zu sechs Personen in der Wohnung der Hellers. 1943 wurde er verraten und in ein KZ eingeliefert. Seine herzkranke Ehefrau zog daraufhin zu ihrer Schwester nach Leipzig und verstarb einige Zeit später. Anfang 1945 wurde Heller das letzte Mal lebend in einem Außenlager gesehen.